# Svjetska baština Ruske Federacije
Kronološki popis svjetske baštine u Rusiji po godini upisa na UNESCO-ov popis:
1. 1990. – Povijesni centar Petrograda i pripadajući ansambl (Kronstadt, Lomonosov, Pavlovsk,  Peterhof,  Puškin)
2. 1990. – Crkve Kiži Pogosta na otoku Kiži na Onješkom jezeru
3. 1990. – Moskovski kremlj i Crveni trg u Moskvi
4. 1992. – Stari dio Novgoroda s kremljem i Sofijinom katedralom
5. 1992. – Soloveckijevi otoci s utvrđenim manastirom
6. 1992. – Kremlj i katedrala u Vladimiru i Suzdalju
7. 1993. – Utvrda-manastir u Sergijevom Posadu
8. 1994. – Crkva Uskrsnuća u Kolomenskoju
9. 1995. – Komijske prašume
10. 1996. – Bajkalsko jezero
11. 1996. – Vulkansko područje i park prirode na Kamčatki
12. 1998. – Altajsko gorje
13. 1999. – Zapadni Kavkaz
14. 2000. – Kazanski kremlj
15. 2000. – Ferapontov manastir
16. 2000. – Kurska prevlaka
17. 2001. – Sihote-Alinj i Nacionalni park Bikin (prošireno 2018.)
18. 2003. – Stari dio grada, utvrda i citadela Derbenta
19. 2003. – Bazen zatvorenenog sliva Uvs-Nuur
20. 2004. – Novodjevičanski manastir u Moskvi
21. 2004. – Prirodni rezervat Vrangelov otok
22. 2005. – Stari dio Jaroslavlja
23. 2005. – Struveov luk
24. 2010. – Visoravan Putorana
25. 2012. – Park prirode Stupovi Lene
26. 2014. – Bolğar
27. 2017. – Krajolici Daurije (Daurski rezervat biosfere)
28. 2017. – Katedrala Uznesenja i samostan na gradu-otoku Svijažsku
29. 2019. – Crkve Pskovske škole arhitekture
30. 2021. – Petroglifi Oneškog jezera i Bijelog mora
31. 2023. - Zvjezdarnica Kazanjskog sveučilišta

## Popis predložene svjetske baštine u Rusiji
1. 1996. – Valamski arhipelag
2. 1996. – Povijesna i kulturna Džeirahska regija, Ingušetija
3. 1996. – Šeremetov dom za strance u Moskvi, arhitektonski i povijesni kompleks
4. 1998. – Povijesno središte Irkutska
5. 1998. – Katedrala Krista Spasitelja u Moskvi
6. 1998. – Rostovski kremlj
7. 2000. – Povijesno središte Jenisejska
8. 2001. – Crkva princa Dimitrija na krvi
9. 2003. – Petroglifi Sikači-Aljana
10. 2005. – Rezervat prirode Komandorski otoci
11. 2005. – Rezervat prirode Magadan
12. 2007. – Stupovi Krasnojarska
13. 2007. – Vasjuganska močvara
14. 2008. – Ilmensko gorje
15. 2008. – Astrahanski kremlj
16. 2009. – Arheološki lokalitet Tanais
17. 2010. – Ruski kremljevi (Uglič, Astrahan i Pskov)
18. 2011. – Izmajlovo, arhitektonski carski park
19. 2012. – Baškirski Ural
20. 2014. – Kenozerski nacionalni park
21. 2016. – Oglakti gorje
22. 2016. – Povijesno središte Gorohoveca
23. 2018. – Blaga Pazirik kulture
24. 2019. – Selo Vjatskoj
25. 2019. – Baština Čukotskih pomorskih lovaca
26. 2019. – Katedrala preobraženja Spasitelja sa srednjovjekovnim gradskim zidinama grada Pereslavlj-Zaleski
27. 2020. – Divnogorje, povijesno-kulturni kompleks
28. 2021. – Dolina kraljeva Tuve (Aržanska kultura)
29. 2021. – Nacionalni park Kitalik
30. 2022. – Baškirski šikani
31. 2022. – Denisova špilja
32. 2023. – Povijesno središte Toržoka i seoski posjedi arhitekta Nikolaja Ljvova
33. 2023. – Voskresenski, kompleks talionice bakra
34. 2024. – Kompleks nekropola Tsoi-Pede
35. 2024. – Spomenici herojima Velikog patriotskog rata: Tvrđava u Brestu i Mamajev kurgan

## Poveznice
- Popis mjesta svjetske baštine u Europi
- Popis mjesta svjetske baštine u Aziji